# Jacques-Maurice de Castelnau-Bretenoux
Ne doit pas être confondu avec Jacques de Castelnau.
Jacques de Castelnau (mort le 10 août 1524) est un ecclésiastique qui fut évêque de Périgueux de 1522 à 1524.

## Biographie
Jacques, parfois nommé Jacques-Maurice, de Castelnau est le cousin de Guy, évêque de Périgueux. Il lui succède le 5 octobre 1522 et meurt dès le 10 août 1524. Il est inhumé dans la cathédrale de Cahors du côté gauche du grand-autel.